# ستروماي
بول فان هافر (ولد في 12 مارس 1985)، والمعروف باسمه الفني ستروماي، هو مغني راب وكاتب أغاني ومنتج بلجيكي. وهو معروف في الغالب بموسيقاه التي تمزج بين موسيقى الهيب هوب والموسيقى الإلكترونية. اكتسب ستروماي شهرة واسعة النطاق في عام 2009 بأغنيته الناجحة "Alors on danse" من ألبوم Cheese، والتي تصدرت قوائم الأغاني في العديد من الدول الأوروبية. حقق ألبومه الثاني Racine carrée (2013)، نجاحًا تجاريًا، حيث بيع منه مليوني نسخة في فرنسا وأنتج أغانٍ فردية تصدرت قوائم الأغاني مثل "Papaoutai" و"Formidable". 

## سيرة ذاتية

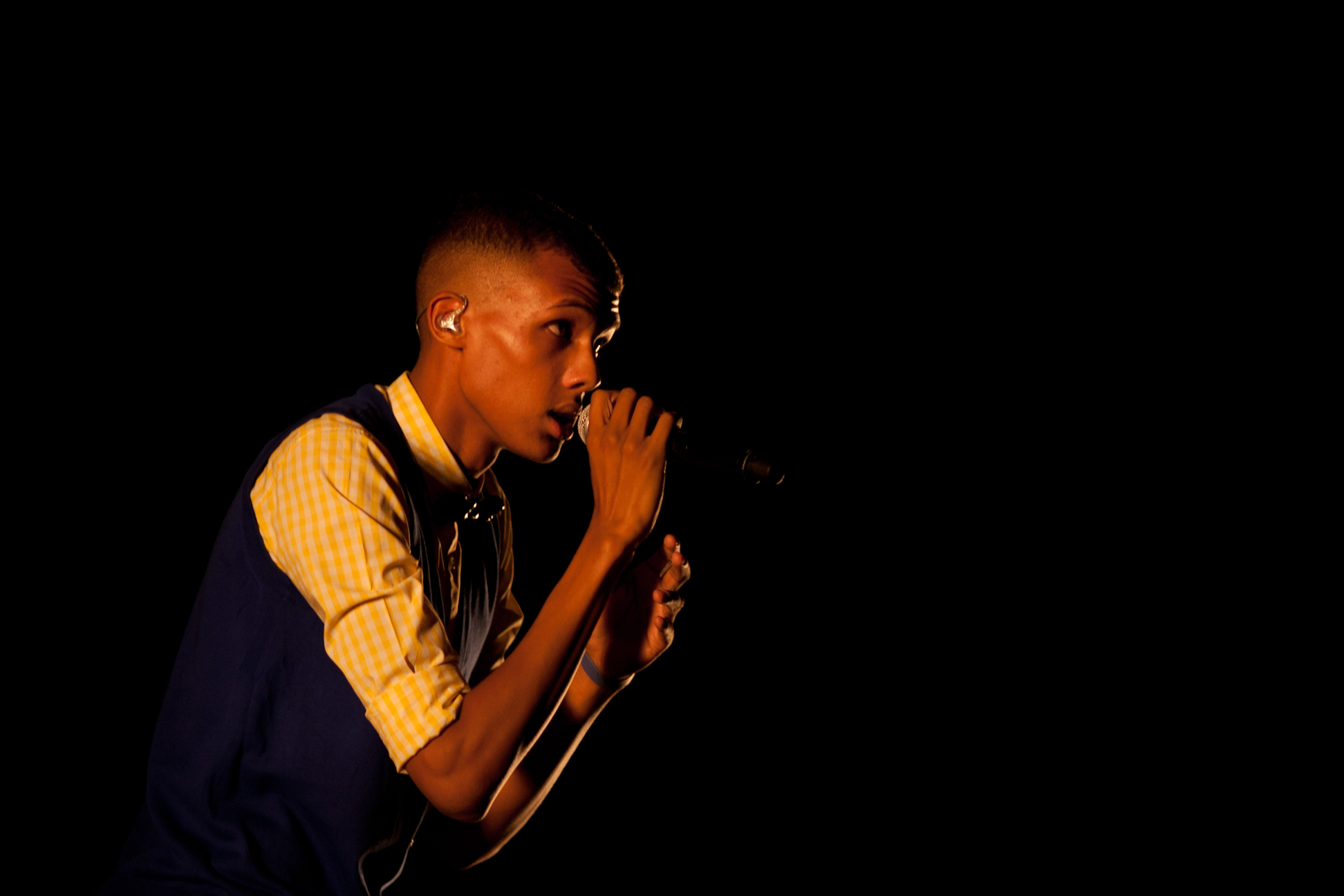
ستروماي، 2011، فرنسا

ولد لأم بلجيكية، وأب رواندي كان يشتغل مهندس معماري الذي مات ضمن 800.000 شخص قتلوا في إبادة جماعية شنتها الأغلبية الهوتو ضد الأقلية التوتسي في روندا. عندما بلغ سن 11 بدأ ستروماي يهتم بالموسيقى وانخرط في الأكاديمية الموسيقية في جيتي لأحد دروس في الصولفيج والباتري.
في سنة 2000 اختار اسم مستعار هو أوبس-مايسترو من أجل الدخول لعالم الراب. قال في أحد لقاءاته التلفزية أن الألبوم "Temps mort" (بالعربية: وقت مستقطع) الذي أصدره مغني الراب الفرنسي بوبا أعجبه كثيرا وتأثر به، قام بتغيير اسمه المستعار واختار "Stromae" أي ستروماي لكي يكون الاسم خفيف على اللسان، كما أن هذا الاسم الجديد هو قلب للمقاطع اللفظية لاسمه السابق maestro.
في سن 18 شكّل مجموعة موسيقية من أجل مساعدته حتى يكون له طاقم كباقي الفنانين.
اشتغل لمدة عام في مطعم للوجبات السريعة من أجل تمويل دخوله للمعهد الوطني للراديو-كهربائي والسينماتوغرافي. وقام سنة 2008 بتوقيع عقد لمدة أربع سنوات مع بكوز ميوزيك وكيلوميتر.

## أعمال ستروماي
- 'ألبوم2010:' 'شيز'[7]

في 2010 أصدر ستروماي قطعتين موسيقيتين هما Alors on danse وUp Saw Liz.
أصدر يوم 14 يونيو الألبوم على الأنترنيت، ويوم 21 من نفس الشهر الألبوم في الأسواق والمتاجر المتخصصة في بيع أشرطة الموسيقى، وكشف في مقابلة تلفزيونية أنه يطمح من أجل النهوض بالأغنية الفرانكوفونية من خلال ألبومه شيز، بعد أسابيع قليلة لقيت القطعة الموسيقية Alors on danse (بالعربية: هيا لنرقص) نجاحا كبيرا وصل صداها إلى خارج بلجيكا وأوروبا، في جميع الدول الفرانكفونية في العالم، وحطمت هذه القطعة الموسيقية أرقام قياسية في عدد المبيعات في فرنسا، بلجيكا، ألمانيا، سويسرا وكيبك، وكذا في دول فرانكفونية أفريقية مثل المغرب. يوم 3 أبريل 2010 وفي إطار الجولة الموسيقية التي يقوم بها راديو NRJ وكان يرافقها ستروماي، قامت وزيرة الفرانكفونية والثقافة والمجتمع البلجيكية، فضيلة لعنان، بإستقباله ومنحته Award NRJ «وحي الموسيقى الفرانكفونية البلجيكية 2009». يوم 2 شتنبر 2010، روميكس Alors on danse، بتعاون بين ستروماي والمنتج الأمريكي كانييه ويست. قامت المغنية الكندية كيليلي إيفانس بإصدار نسخة بالأنجليزية تحت اسم And so we dance. قام بول كالكبرينير بروميكس للقطعة الموسيقية Te Quiero.
يوم 20 شتنبر 2010 فاز بمسابقة MTV Europe Music Awards 2010، بأحسن قطعة موسيقية في أوروبا، بعدها فاز بمسابقة Prix Constantin أحسن ألبوم في أوروبا.
في بداية أكتوبر 2010 أصدر ستروماي Alors on danse بصوت سمفوني مع الأركسترا بريف لاكايارد، وخرجت كذلك نسخة روميكس House'llelujah بواسطة مازج الأغاني Klaas.
سنة 2011 حصل على لقب جديد MTV Europe Music Awards لأحسن فنان بلجيكي.
- 'ألبوم2013:' 'راسين كاري'

بعد حوار أجراه مع مجلة لي-زانروكيبتيبليس في 5 أكتوبر 2011 كشف على ألبوم جديد يتم الإعداد له، يوم 7 ماي 2013 أعلن على صفحته على الفايسبوك عن قرب خروج الألبوم الثاني، اختار له اسم راسين كاري، أصدر بعد ذلك قطعة Papaoutai للجمهور حتى يطلعهم على مايحويه الألبوم، خرجت القطعة الموسيقية الأولى على الأنترنيت يوم 13 ماي. من أجل ألبومه الجديد قام بعمل ثلاثي مع أوريلسان وميتر جيمس يوم 22 ماي 2013، أو خدعة تم تصويرها بكاميرا خفية، يظهر فيه ستروماي على اليوتيوب في حالة سكر بالقرب من محطة الطرامواي، هذا الفيديو أحدث ضجة كبيرة، لكن يومين بعدها أصدر ستروماي فيديو كليب Formidable على التلفزة الثانية الفرنسية، وهو يتمايل وكأنه مخمور، ليتفاجأ الجمهور أن الفيديو الأول مجرد خدعة ونموذج لما سيحتويه الفيديو كليب، هذا الكليب الذي وصل لعدد 3 ملايين مشاهدة في ظرف ثلاث أيام فقط، وعشرة ملايين في ظرف ثلاث أسابيع.
يوم 26 يونيو 2013، قام ستروماي بجولة رسمية من أجل التعريف بألبومه الجديد الذي سيصدر بعد شهرين.
يوم 26 غشت الألبوم يصدر كاملا وحطم أرقام مبيعات في فرنسا، بلجيكا، سويسرا وكيبك، وعرف نجاح كبير.

## أسلوب ونمط الموسيقى

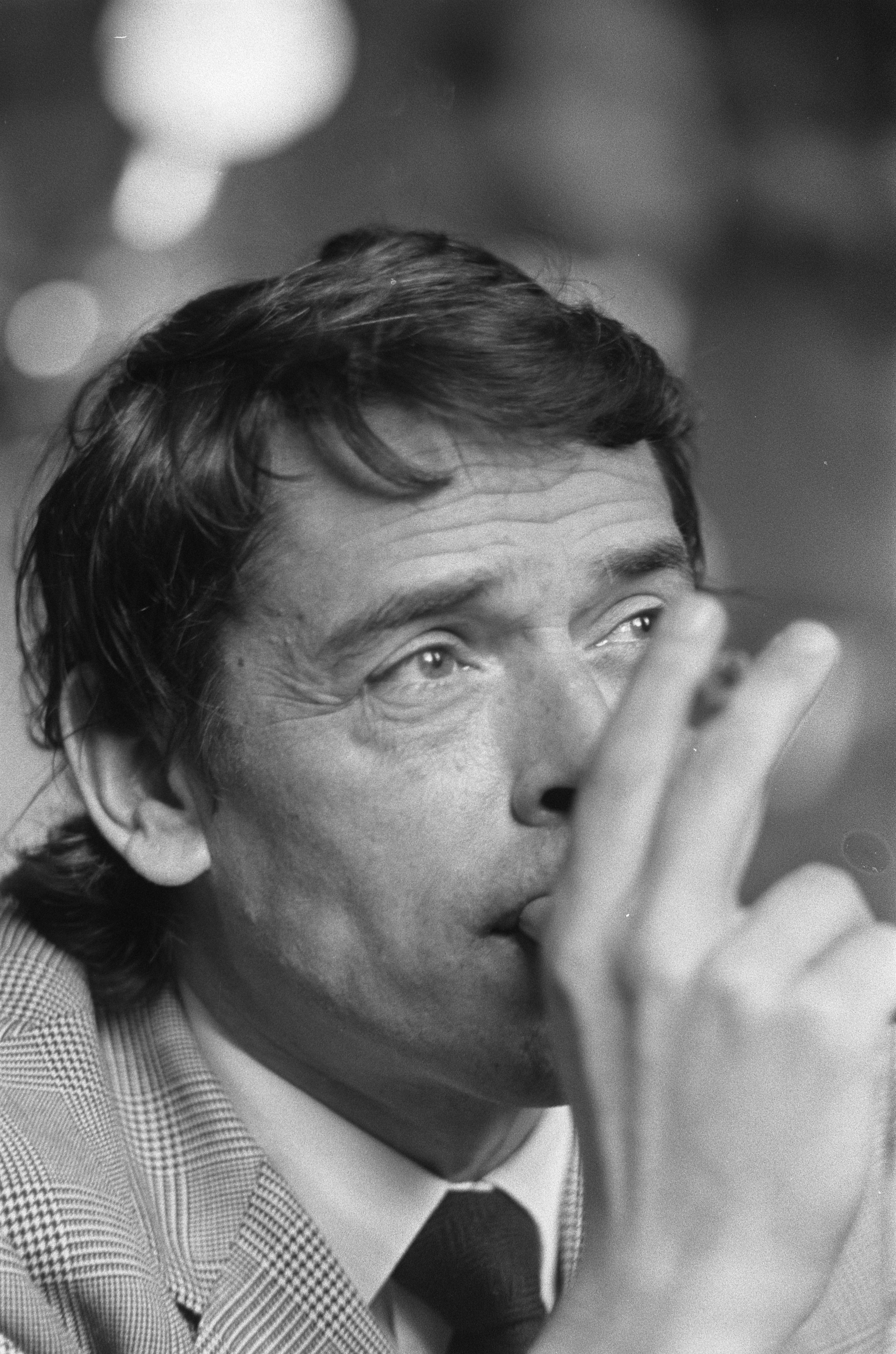
أسلوب ستروماي يشبه لحد كبير جاك بريل

تتميز طريقة الموسيقى عند ستروماي بأسلوب مختلف تماما عن الأغاني الأخرى مثل الراب، إلكترو والموسيقى الجديدة بشكل عام، فطريقة تأدية الأغاني تشبه لحد كبير أغاني جاك بريل بإيقاعات متناسبة تقريبا مع الموسيقى العصرية.
'الخلفية:'
في الألبومين الأولين لستروماي يظهر أنه يتناول مواضيع جادة تبدو قاسية على أنغام الرقص المعاصر.
في الألبوم الأول شيز 2010: يغطي مواضيع مثل الحب (Te quiero)، الاعتداء (Dodo)، طرائف صيفية (Summertime)، الإيمان (House'llelujah)، الاحتفال كسبيل لتجنب الضغوط والروتين اليومي (Alors on danse).
في الألبوم الثاني راسين كاري 2013: تتحدث القطعة الموسيقية (Papaoutai) عن علاقة الابن بغياب أبيه الذي توفي خلال الإبادة الجماعية في رواندا وهي قطعة إلكترو ممزوجة بالإيتار الأفريقي، الاغتراب والعيش حياة افتراضية وثقافة التغريد التي تسود وسط الشباب (Carmen)، السرطان والشركات المصنعة للسجائر (Quand c'est)، مشاكل الأزواج (Tous les mêmes, Formidable)، العلاقة بين الشمال والجنوب (Humain à l'eau)، السيدا (Moules frites)، التقشف وغيرها من المواضيع الاجتماعية.
لهجة ستروماي تشبه كثيرا جاك بريل، وهنا عبارة قال النقاذ أنها تشبه طريقة كلام جاك: «Haa, pardon, monsieur ne prend pas parti…».
كما أنه ينتقذ الانقسام الحاصل في المجتمع، يدين العنصرية بشتى أنواعها، كراهية المثليين والتمييز على أساس الجنس.

## جولة 2011 من أجل الترويج لألبوم شيز
قام ستروماي بجولة كبيرة سنة 2011 من أجل الترويج والتعريف بألبومه شيز في كل من فرنسا، بلجيكا، سويسرا وألمانيا، حيث بدأها يوم 2 مارس 2011 من مدينة باريس الفرنسية بقاعة باطاكلان، وأنهاها يوم 2 دجنبر 2011 في إسترس القريبة من مدينة مارسيليا الفرنسية والموجودة في إقليم بروفنس ألب كوت دازور.
خلال هذه الفترة قام بـ45 حفل في أوروبا، ذلك في إطار جولته.
- عدد الحفلات في فرنسا: 37
- عدد الحفلات في بلجيكا: 4
- عدد الحفلات في ألمانيا: 2
- عدد الحفلات في سويسرا: 2

## الجوائز
- 2009، NRJ Music Awards «وحي الموسيقى الفرانكفونية البلجيكية 2009»
- 2010، Music Industry Awards أحسن قطعة موسيقية سنة 2010 (Alors on danse)
- 2011، Association européenne des brass bands
- 2011، Victoires de la musique نصر الموسيقى، شيز أحسن ألبوم في سنة 2011
- 2011، الأغاني الأكثر تحميلا على الأنترنيت في بلجيكا
- 2011، فنان السنة
- 2012، الفنان الفرانكفوني الأكثر نجاحا في كيبك
- 2013، NRJ Music Awards

## روابط خارجية
- ستروماي على موقع IMDb (الإنجليزية)
- ستروماي على موقع ميوزك برينز (الإنجليزية)
- ستروماي على موقع أول ميوزيك (الإنجليزية)
- ستروماي على موقع ديسكوغز (الإنجليزية)
- ستروماي على موقع قاعدة بيانات الفيلم (الإنجليزية)